# أريانا غراندي
أريانا غراندي-بوتيرا (بالإنجليزية: Ariana Grande-Butera) (ولدت في 26 يونيو 1993 –)، والمعروفة باسمها الفني أريانا غراندي (بالإنجليزية: Ariana Grande)، وهي مغنية، وكاتبة أغاني، وملحنة، وممثلة، وممثلة مسرحية، أمريكية. عُرفت بتأديتها لدور "كات فالنتين" في سلسلة المسلسلات الكوميدية والغنائية فيكتوريوس التي قدمتها قناة نيكلوديون، والذي حاز علي جائزة إيمي، ونال شعبية هائلة بين مسلسلات قناة نيكلوديون. كما عُرفت بمشاركتها في مسلسل قناة نيكلوديون التلفزيوني سام وكات، وقيامها بالتمثيل في فيلم نيكلوديون سويندل والمسلسل الكوميدي [victorious]. بدأت أريانا مشوارها الفني وهي بعمر الخامسة عشرة في عرض البرودواي 13 عام 2008.
بدأت أريانا مشوارها الموسيقي مع صدور ألبوم فيكتوريوس الموسيقي الأول في 2011. في مارس 2013، أصدرت أريانا أغنيتها الأولي المنفردة من ألبومها الأول يورز ترولي «الطريق»، وكانت أيضا الأغنية الافتتاحية للألبوم. وصلت الأغنية ضمن الأغاني العشرة الأوائل لتصنيف بيلبورد هوت 100 مع العديد من إشادات النقاد، ومقارنة لها مع ماريا كاري من حيث النطاق الصوتي. وصل الألبوم إلي المركز الأول علي التصنيف الأمريكي بيلبورد 200، ووصل إلي المركز الأول في الآي تيونز الأمريكي بعد 19 دقيقة من صدوره، وتخطت مبيعاته مليون نسخة.
وفي سبتمبر 2014، أصدرت أريانا ألبومها كل شئ بالنسبة لي كثاني ألبوم موسيقي لها، والذي وصل إلي المركز الأول في الآي تيونز الأمريكي، والمركز الأول في بيلبورد 200. كما وصلت أغاني الألبوم لأفضل عشر أغاني بتصنيفات مختلفة داخل 24 دولة أخري. يعتبر الألبوم أكثر الألبومات استماعا في سبوتيفاي لأنثى، ومن أغاني هذا الألبوم «مشكلة» التي اعتُبرت أغنية من أغاني الصيف، وهي من أنجح أغاني أريانا، حيث أنها باعت أكثر من 7 ملايين نسخة عالميا، واستمرت بتصنيف بيلبورد هوت 100 لأكثر من 34 أسبوعا. وأيضا أغنية «تحرر» التي تُعتبر أول أغنية راقصة تغنيها أريانا، والتي باعت أكثر من 4 ملايين نسخة عالميا. وأغنية «أحبني بقوة أكثر» مع المغني ذا ويكند، وهي أنجح أغنية لها من ناحية المبيعات، حيث أنها باعت ما يُقارِب مليونين نسخة عالميا. في العام التالي، انطلقت أريانا في جولة عبر العالم لها تحت عنوان جولة شهر العسل للترويج عن ألبومها كل شئ بالنسبة لي.
في الفترة ما بين ديسمبر 2013 وصولا لديسمبر 2016، أصدرت أريانا أسطوانتين مطولتين بطابع أعياد الميلاد؛ الأول بعنوان قبلات عيد الميلاد، وتضمنت أربع أغاني، ووصلت أغاني الأسطوانة في المركز الأول والثاني والرابع والخامس ضمن تصنيف أعلي مبيعات أغاني الأعياد حسب مجلة بيلبورد. صُدِرت الأسطوانة المطولة الثانية تحت عنوان عيد الميلاد والبرد، وتضمنت الأسطوانة ست أغاني. وصلت الأسطوانة للمركز الثالث ضمن تصنيف بيلبورد لألبومات الأعياد بالولايات المتحدة، كما وصلت للمركز الـ34 ضمن بيلبورد 200.
في مايو 2016، أصدرت أريانا ثالث ألبوم موسيقي لها بعنوان دينجروس وومان، والذي وصل للمركز الثاني ضمن تصنيف بيلبورد 200، ووصلت الأغنية الرئيسية للألبوم إلي المركز العاشر ضمن تصنيف بيلبورد هوت 100، وهو الأمر الذي جعل أريانا المغنية الأولي في التاريخ لتصل الأغاني الرئيسية لألبوماتها الثلاثة ضمن أفضل عشر أغاني بالولايات المتحدة. في بدايات 2017، انطلقت أريانا في جولة عالمية أخري تحت عنوان دينجروس وومان تور.
في أغسطس 2018، أصدرت غراندي ألبومها الغنائي الرابع سويتنر، ووصل إلي المركز الأول في أول ظهور له علي تصنيف بيلبورد 200. وفي فبراير 2019، أصدرت ألبومها الموسيقي الخامس ثانك يو، نيكست، ووصل إلي المركز الأول في أول ظهور له علي تصنيف بيلبورد 200، وتصنيف اللائحة الأسبوعية للألبومات الأعلى مبيعا في المملكة المتحدة شركة الجداول الرسمية.
في يونيو 2017، تجاوزت أغاني أريانا المصورة 9 مليارات مشاهدة علي الإنترنت، وذلك بعد حادثة التفجير المأساوي في مانشستر والحفل الخيري الذي أقامته للتبرع لضحايا الحادثة. تضمنت جوائز أريانا وترشيحاتها 11 ترشيح ضمن جائزة الموسيقى الأمريكية (فازت بثلاثة منها)، و25 ترشيح آخر ضمن جوائز إم تي في الموسيقى الأوروبية (فازت بثلاثة منها)، و39 ترشيح ضمن جوائز إم تي في الأغاني المصورة (فازت بتسع جوائز منها)، و11 ترشيح لجائزة غرامي (فازت بواحدة منها)، وتم إعطاء كل ألبوماتها الثلاث التصنيف البلاتيني من قبِل رابطة صناعة التسجيلات الأمريكية. كما تم اعتبار أريانا من ضمن أكثر 100 شخصية مؤثرة حسب تصنيف مجلة تايم السنوي تايم 100.

## حياتها ومشوارها الفني

### النشأة
ولدت أريانا غراندي في بوكا راتون بفلوريدا لوالدين أمريكيين. والدها يُدعي «إدوارد بوتيرا»، مالكًا لشركة تصميم جرافيكي، وأمها «جوان غراندي»، وهي المديرة التنفيذية لشركة هوس-ماكان للإتصالات. تأتي أريانا من نسل إيطالي، وتم استوحاء اسمها من شخصية الأميرة «أوريانا» من فيلم القط فيليكس: الفيلم الصادر عام 1988. يوجد لأريانا أيضًا شقيق من نفس الأم يُدعي «فرانكي غراندي»، وهو ممثل، وراقص، ومغني، ومنتج، ومقدم تلفزيوني. تتمتع أريانا أيضًا بعلاقة وثيقة مع جدتها من ناحية الأم «مارغوري غراندي». في المدرسة، شاركت في مسرح الأطفال والمجتمع، واستُضيفت غراندي في مدرسة شمال بروارد التحضيرية. انتقلت عائلتها إلي فلوريدا في أثناء حمل أمها بها، وانفصل أبواها وهي في عمر الثامنة أو التاسعة.
في صغر سنها، قامت أريانا غراندي بالتمثيل علي مسرح الطفل بفورت لودرديل بفلوريدا، كما حصلت علي دور البطولة في المسرحية الموسيقية آني. قامت بالتمثيل أيضًا في مسرحيات ساحر أوز، والجميلة والوحش. بعمر الثامنة، قامت أريانا بالغناء علي ساحة كاريوكي علي سفينة سياحية مع مجموعة متنوعة من الأوركسترا كالأوركسترا السيمفونية، وأوركسترا جنوب فلوريدا، وأوركسترا فلوريدا صن شاين بوبس. كان أول ظهور تلفزيوني وطني لها وهي تغني النشيد الوطني الأمريكي من أجل فريق فلوريدا بانثرز. التحقت أريانا بمدرستي باين كريست وشمال بروارد الإعدادية.
في عمر الثالثة عشرة، أخذت أريانا موقفًا جديًا من الالتحاق بالمجال الموسيقي. علي الرغم من ذلك، كان تركيزها موجها علي المسرح. عندما وصلت أريانا لولاية لوس أنجلوس للمرة الأولي لمقابلة مدرائها، ظهر لها تطلع مفاجئ لتسجيل ألبوم آر أند بي معاصر: «أنا كنت أقول، 'أريد تسجيل ألبوم آر أند بي،' وهم قالوا 'أمم، هذا هدف رائع! من سيشتري ألبوم آر أند بي لفتاة بعمر الرابعة عشرة؟!» في 2008، تم اختيار أريانا غراندي لدور مساعد، قائدة المشجعات «شارلوت» بالمسرحية الموسيقية ثلاثة عشر، وربحت علي أثره الجائزة الدولية لأدوار الشباب المساعدة. عندما انضمت أريانا للمسرحية الموسيقية، قامت بترك مدرسة شمال بروارد الإعدادية مع بقائها ملتحقة؛ وكان يتم إرسال المواد اللازمة لدراستها ومذاكرتها مع مدرسين خاصين. قامت أريانا بالغناء عدة مرات بفرقة بيردلاند الموسيقية الأمريكية للجاز.

### بدايتها عبر نكلوديون
تم اختيار أريانا غراندي للعب دور «كات فالنتين» في العام 2009 ضمن سيت كوم نيكلوديون الشهير فيكتوريوس من بطولة فيكتوريا جاستيس. كما تم اختيار ليز "إليزابيث" جيليس معها من العرض الموسيقي ثلاثة عشر. كانت شخصية «كات» عبارة عن فتاة مراهقة فاتنة وغبية ملتحقة بمدرسة فنية تُدعي هوليوود آرتس. كان علي أريانا صبغ شعرها بالأحمر كل أسبوع للتصوير بسبب رفض المنتج المنفذ للبرنامج، دان شنايدر، أن يكون كل الطاقم بُنيِّ الشعر، علاوة علي شعور تقنيي القناة بأن الشعر الأحمر يناسب شخصية «كات». عُرِض المسلسل لأول مرة في مارس 2010، وحظي بثاني أعلي مشاهدات لمسلسل حي علي نيكلوديون بمشاهدين افتتاحيين قُدِروا بخمس ملايين وسبعمائة ألف مشاهد. دفع المسلسل أريانا لأن تكون ممثلة ذات قاعدة معجبين مكونة من المراهقين، لكن أريانا كانت مهتمة أكثر بالمجال الموسيقي، قائلًا أن: «التمثيل ممتع، ولكن الغناء كان دائمًا هو هدفي الأول والوحيد.» تمت مقارنة شخصيتها بأداء بريتاني ميرفي في شخصية «تاي» قليلة الحظ من فيلم جاهل الصادر عام 1995؛ واصفين إياها بحساسة لكن ظريفة في المجمل. صُدِر ثاني موسم من فيكتوريوس في 2011 بمشاهدين بلغوا ست ملايين وسبعمائة ألف مشاهد كأعلي مشاهدات للمسلسل ككل. في 2010، قامت أريانا أيضًا بلعب دور «ميريام» في العرض الموسيقي كوبا ليبر من كتابة وإنتاج الكاتب الموسيقي ديزموند تشايلد.

بعد انتهاء الموسم الأول من فيكتوريوس، أرادت غراندي التركيز أكثر علي مجالها الغنائي، وقامت ببدأ العمل علي ألبومها الأول في 2010. بغرض تقوية صوتها، شرعت أريانا بالتدريب لدي المدرب الصوتي إريك فيترو. أول ظهور غنائي لها كان في أغنية «استسلم» ضمن الألبوم الموسيقي الأول لفيكتوريوس في 2011. في أثناء تصوير فيكتوريوس، قامت أريانا برفع عدة تسجيلات لها علي اليوتيوب وهي تغني أغانٍ لأديل، وويتني هيوستن، وماريا كاري. أحد أصدقاء مونت ليبمان، المدير التنفيذي لشركة ريبابليك ريكوردز، شاهد صدفة إحدي المقاطع لها، ونتيجة لاندهاشه بصوتها وقوتها، أرسل روابط المقاطع لمونت ليبمان، والذي بدوره وقع معها عقدا لتسجيل أغنية. أصدرت أريانا أولي أغانيها المنفردة «ضعوا قلوبكم أعلي» في ديسمبر 2011، والتي كانت مخصصة لألبوم موسيقي بوب موجه للمراهقين، ولكن لم يُصدر هذا الألبوم بعدها. تم منح الأغنية لاحقًا التصنيف الذهبي من قبل رابطة صناعة التسجيلات الأمريكية. أيضًا في 2011، ظهرت غراندي كضيفة شرف في حلقة واحدة من المسلسل التلفزيوني آي كارلي أمام ميراندا كوسجروف، وجينيت مكوردي. وفي نفس السنة استُضِيفت غراندي في حلقة واحدة من المسلسل التلفزيوني نادي وينكس،. ظهرت في مقطع مصور لأغنية لغريسون تشانس «لن تصبح صديقي» من ألبومه انتظر حتي الليل، مؤدية دور صديقته السابقة، كما أدت الدور الرئيسي للنسخة الإنجليزية من الفيلم المتحرك الإسباني ندفة الثلج، الغوريلا البيضاء. وفي مجال المسرح، أدت في ديسمبر 2012، مسرحية عيد ميلاد بياض الثلج علي مسرح برودواي من نمط فن الحركات الإيحائية مع كل من شارلين تيلتون، ونيل باتريك هاريس.

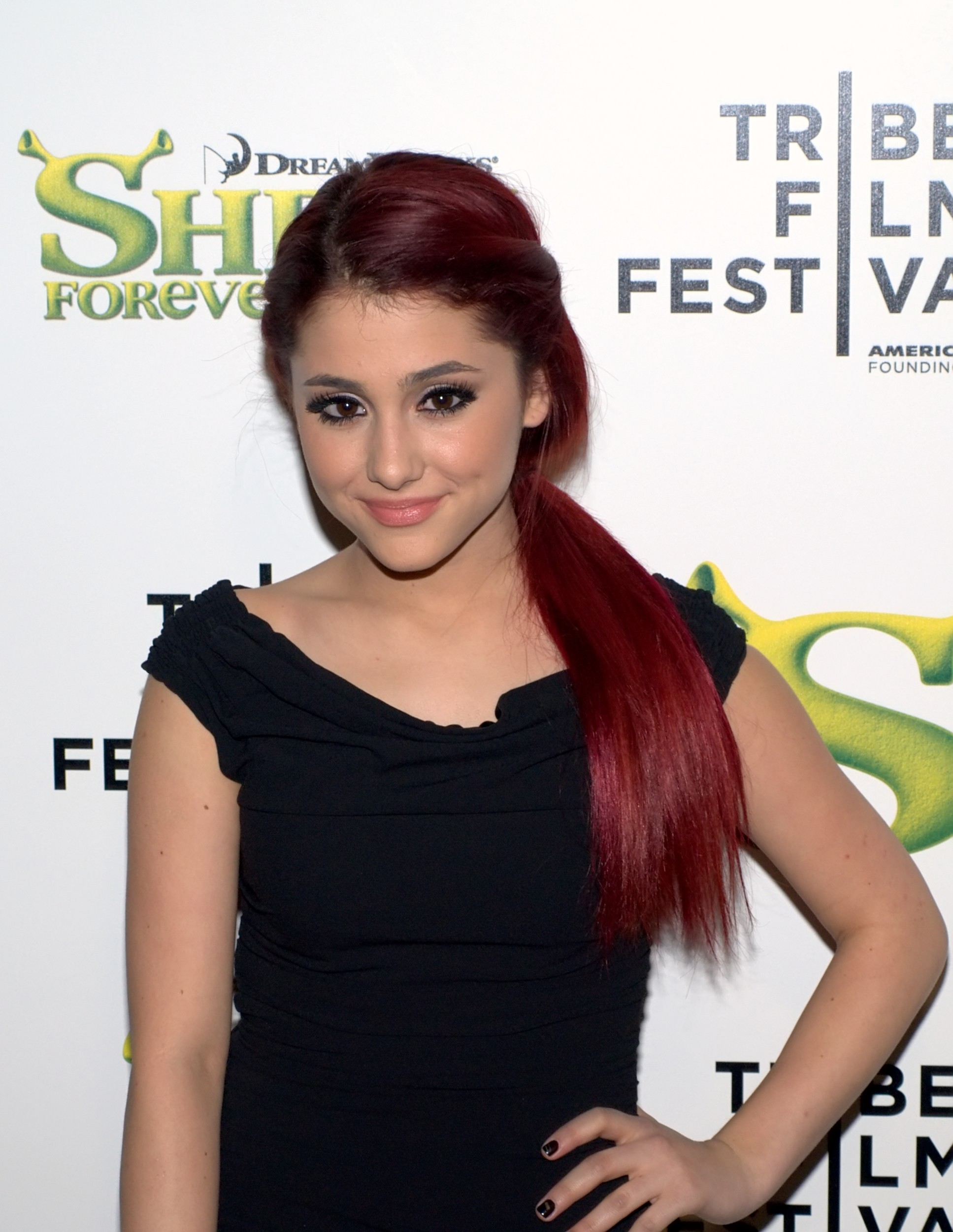
أريانا غراندي في حفل مهرجان تريبيكا السينمائي في مايو 2010.

في 5 يونيو 2012، صُدِر الألبوم الموسيقي الثاني لفيكتوريوس كإصدار مطول، وأدت فيه أريانا ضمن الأصوات الخلفية بأغنية «لا تنساني». تم إلغاء فيكتوريوس بعد ثلاث مواسم، وأُذِيعت حلقته الختامية في فبراير 2013. صُدِر الألبوم الموسيقي الثالث والأخير لفيكتوريوس في 6 نوفمبر 2012، وأدت فيه أريانا أغنية «إل.إيه. بويز» مع فيكتوريا جاستيس، وصُدِر لاحقًا مقطع مصور للأغنية. في ديسمبر 2012، شاركت أريانا في أغنية «أغنية مشهورة» مع الكاتب والمغني البريطاني ميكا. في عام 2013، قامت غراندي بدور البطولة بدور «أماندا بنسون» في فيلم سويندل التي قدمتها قناة نيكلوديون، والمقتبس عن قصة للأطفال بنفس العنوان. في نفس السنة، ظهرت غراندي كضيفة شرف في حلقة واحدة من برنامج المسابقات الأمريكية الرقص مع النجوم بجانب المغني ميكا.
في 2013، أصبحت غراندي جزءً من فريق التمثيل للمسلسل التلفزيوني الجديد للأطفال سام وكات بدور «كات فالنتين» التي قدمتها أيضاً قناة نيكلوديون،  وهو مسلسل كوميدي مقتبس عن مسلسلي نيكلوديون آي كارلي وفيكتوريوس ببطولة مشتركة من جينيت مكوردي، والتي كانت تقوم بحفلة في الساحل الغربي من ولاية كاليفورنيا بواسطة دراجتها النارية، ثم انتقلت في طريقها إلي لوس أنجلوس، وأثناء انتظارها عند أقرب محطة لنقل الركاب، رأت «بوكيت» الفتاة الخجولة «كات فالنتين» عالقة داخل شاحنة جمع مخلفات، لتقوم سام بمساعدتها فيصبحوا أصدقاء، ويشرعوا في البدأ بمشروع جليستي أطفال في منزل «كات فالنتين». أُذِيعت الحلقة التجريبية منه في 8 يونيو 2013، وتم الشروع فيه مباشرة بعدها من القناة. في الشهر التالي، ضاعفت نيكلوديون العشرون حلقة الأصلية لسام وكات، ليصبح مجموع الحلقات في الإنتاج 40 حلقة. بسبب مشاكل تقنية، وعلي الرغم من نجاح المسلسل، تم إلغاء المسلسل بإجمالي 35 حلقة. عُرِضت الحلقة الختامية في 17 يوليو 2014.
في عام 2014، قامت بالأداء الصوتي في مسلسل أمريكي كرتوني كوميدي الموقف من إنتاج شركة شبكة فوكس التلفزيونية، فاميلي غاي، بدور «الفتاة الإيطالية». وفي 4 مارس 2014، دعا الرئيس الأمريكي باراك أوباما والسيدة الأولي ميشيل أوباما غراندي للغناء في حفل في البيت الأبيض.

### يورز ترولي
في مقابلة أجرتها أريانا مع مجلة بيلبورد ، أعلنت غراندي أنها قد بدأت العمل على ألبومها الأول، وقالت غراندي:
| أريانا غراندي | ستكون هناك الكثير من الاختلافات مع الألبوم الأول. أولاً وقبل كل شيء، سيكون أكثر خصوصية، لقد شاركت في كل جانب من جوانب الكتابة. أما بالنسبة لاتجاه الموسيقى فهو مختلف تمامًا. أردت أن يضم هذا الألبوم قليلاً من بوب روك، وريذم أند بلوز وموسيقى البوب. لأنني عشت في الاستماع إلى آر أند بي معاصر وأغاني التسعينات. | أريانا غراندي |

قامت آريانا بتسجيل ألبومها الموسيقي الأول "Yours Truly" والذي كان في الأصل بعنوان "Daydreamin'" في مدة ثلاث سنوات. تم إصدار الألبوم في 30 أغسطس، 2013. وتم ذكر أسمها بالألبوم ككاتبة لبعض أغانيه. في سبتمبر 2013، وبيع في المحلات في 2 سبتمبر عام 2013 في المملكة المتحدة والولايات المتحدة. أنطلق الألبوم لأول مرة كالألبوم الأول في تصنيف بيلبورد 200 بالولايات المتحدة، بأكثر من 138 ألف نسخة مبيعة في أسبوعه الأول، ليجعل من أريانا أول مغنية أنثى منذ كشا ليصل ألبومها الأول لتلك المرتبة، والخامسة عشرة من وسط كل المغنيات الإناث. وصل الألبوم أيضًا لأعلى عشر ألبومات في عدة بلدان تضمنت أستراليا، المملكة المتحدة،أيرلندا،  وهولندا. في أبريل 2014، بيع من الألبوم أكثر من نصف مليون نسخة في الولايات المتحدة، وأصبح لاحقًا أولى ألبومماتها ليصنف كألبوم بلاتيني.
| "أنا أحب ماريا كاري، وهي أفضل إنسان على هذا الكوكب. وكذلك ويتني هيوستن، ويتني وماريا هم من أضخم الأصوات عالمياً. وكذلك أنا أحب فيرغي، إنها فقط مرحة وعاطفية. وكذلك أنا أحب عندما تكتسب الشهرة؛ لديها صوت رائع وانها تستطيع ان تغني بشكل رائع وكما وأنها المرة الأولى لها، انها مجرد امرأة وأعتقد أن هذا حقاً رائع." |
| —غراندي، بجانب الأصوات المميزة |

الأغنية الرئيسية للألبوم "The Way" أستضافت مغني الراب البنسلفاني مالكوم ميلر، من بيتسبرغ، بنسيلفانيا، والتي وصلت للمركز العاشر على لائحة بيلبورد هوت 100، ووصل لمدة أسبوعان للمركز التاسع، كما بقت على اللائحة لأفضل مائة أغنية لمدة ست وعشرون أسبوعًا. تمت مقاضاة آريانا لاحقًا من قبل ميندر ميوزك لأخذها سطر "What we gotta do right here is go back, back in time" من الأغنية الصادرة عام 1972 من قبل جيمي كاستور بانش تحت عنوان تروجلودايت (كايف مان). بعد صدور الألبوم وضعت مجلة بيلبورد قائمة أفضل موسيقين صغار، تصنيف سنوي لأفضل موسيقيين دون سن الواحد والعشرين، وأحتلت آريانا المرتبة الرابعة بالعام 2013. ثاني أغنية منفردة كانت "Baby I" والتي أحتلت المرتبة الواحدة والعشرون على تصنيف بيلبورد هوت 100، لتصبح ثاني أغنية لها تصل لترتيب أفضل 40 أغنية. أحتلت الأغنية أيضًا المرتبة السادسة ضمن لائحة هوت: أغاني رقمية، لتصبح آريانا المغنية الأنثى الوحيدة لتصل أغنيتان لها في هذا التصنيف بعام 2013. الأغنية الثالثة، "Right There"، والتي غنتها مع الرابر بيغ شون من ولاية ديترويت، وصلت للمرتبة الرابعة والثامنون ضمن لائحة بيلبورد هوت 100.
سجلت أريانا الأغنية الثنائية "Almost Is Never Enough" مع ناثان سكايز من فرقة ذا ونتيد. كم شاركت جاستن بيبر في جولته الموسيقية "Believe Tour" لثلاثة عروض، كما قامت بعمل حفلتها الخاصة "The Listening Sessions". فازت أريانا في 2013 بجائزة فنان العام الجديد ضمن جوائز أميركن ميوز أووردس. أصدرت أريانا في ديسمبر 2013، 4 أغاني على شكل أسطوانة مطولة بعنوان "Christmas Kisses". تلقى الألبومات إشادات نقدية لكونه نسخة رذم أند بلوز مستوحاه عن أغاني عيد الميلاد الكلاسيكية. تلقت أريانا أيضًا جائزة مغن العام الصاعد من ميوزك بيزنس أسوسيشن لإنجازتها خلال عام 2013، بما فيه وصول ألبومها الأول للمركز الأوت بتصنيف بيلبورد 200، ووصول أغنيته الرئيسية للمركز العاشر على لائحة بيلبورد هوت 100.
أدائها في كل من "The Way" و"Tattooed Heart" حصلوا على التقييم العالي من قبل العديد من المشاهير مثل كيلي كلاركسون وليدي غاغا ، وأيضاً حصلوا على تقييم عالي من الصحافة ومن وسائل الاعلام الاجتماعية بمناسبة صوتها المميز. في عام 2013 صُنِّفت غراندي ضمن أفضل المغنيات في العالم بالإضافة إلى آمي واينهاوس، وماريا كاري، وويتني هيوستن، وأليشيا كيز، وكريستينا أغيليرا، وأيضاً كيتي بيري، ومادونا والفرق الغنائية إل إم إف أي أو، ثري أوه ثري.

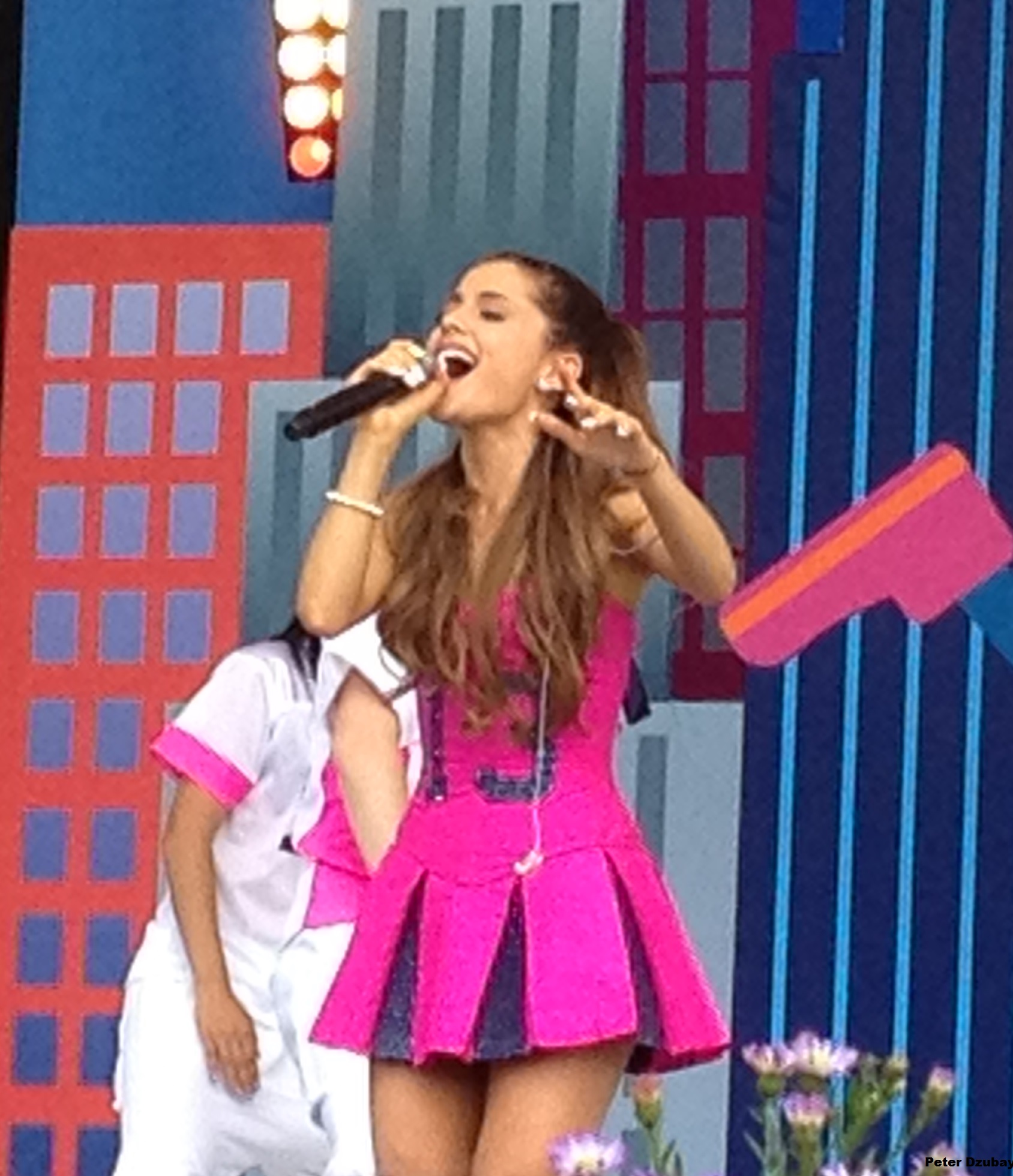
أريانا تغني في اليوم العالمي للعب سنة 2013.

### ماي إيفريثينغ
بحلول يناير 2014، بدأت أريانا بتسجيل ثاني ألبوم موسيقي لها مع الكاتب الغنائي والمغني ريان تيدير، ومنتجا التسجيلات الموسيقية بيني بلانكو وماكس مارتن. ذكر أسم أريانا بالألبوم كمؤلفة لعدة أغاني به. في نفس الشهر، فازت أريانا بجائزة أفضل فنان صاعد ضمن الحفل الأربعين لجوائز إختيارات الشعب. في مارس 2014، قامت أريانا بالغناء في البيت الأبيض بحلفة عرفت بأسم "Woman of Soul: In Performance at the White House". في الشهر التالي، قام كل من الرئيس الأسبق للولايات المتحدة باراك أوباما والسيدة الأولى ميشيل أوباما بدعوة أريانا للغناء مرة أخرى في البيت الأبيض ضمن أحداث لعبة «دفع البيض» التي تقام هناك سنويًا.
أصدرت أريانا ألبومها الثاني "My Everything" في 25 أغسطس، 2014. بيع من الألبوم ما يعادل 169 ألف نسخة في أسبوعه الأول، كما وصل لقمة تصنيف بيلبورد 200، ليصبح ثاني ألبوم لها يصل للمركز الأول في الولايات المتحدة. تستضيف أغنيته الرئيسية "Problem" أدائًا من الرابر الأسترالية إيجي أزيليا، وعرضت لأول مرة ضمن حفل عام 2014 لتوزيع جوائز راديو ديزني الموسيقية في 27 أبريل من نفس العام. وصلت الأغنية للمركز الثالث وصعدت للمركز الثاني ضمن تصنيف بيلبورد هوت 100، كما وصلت للمركز الأول ضمن تصنيف الأغاني المنفردة بالمملكة المتحدة، لتصبح أول أغنية منفردة لآريانا لتصل للمركز الأول بالمملكة المتحدة. وصلت الأغنية للتصنيف البريطاني بنائا على نجاحها في المبيعات والأستماعات. الأغنية المنفردة الثانية "Break Free"، والتي استضافت الموزع الموسيقي الألماني زيد، وصلت للمرتبة الرابعة ضمن تصنيف بيلبورد هوت 100، والمرتبة الأولى ضمن تصنيف هوت دانس/إلكترونك سونجز. تمت مشاهدة المقطع الموسيقي المصور للأغنية أكثر من 900 مليون مرة عبر منصة المشاهدة يوتيوب. قامت آريانا بتأدية الأغنية في افتتاحية حفل عام 2014 لتوزيع جوائز إم تي في للأغاني المصورة، وفازت في نفس العام بجائزة أفضل مقطع مصور لأغنية بوب، والذي تمت مشاهدته ما يفوق المليار مرة. قامت آريانا بالاشتراك مع نيكي ميناج، بتقديم الغناء المشارك للأغنية الرئيسية "Bang Bang" لألبوم جيسي جي "Sweet Talker". وصلت الأغنية للمرتبة الثالثة بالولايات المتحدة، لتجعلها ثالث أغنية لآريانا لتصل لتصل للمراكز العشر الأولى بتصنيف هوت 100 في نفس الأسبوع ("Problem"، و"Break Free"، و"Bang Bang)، كما وصلت الأغنية للمرتبة الأولى بالمملكة المتحدة. شاركت آريانا المغنية أديل كالمغنية الأنثى الوحيدة ذات الأغاني الثلاثة المتصدرة في المراتب العشر الأولى في الوقت ذاته. تمت مشاهدة المقطع الموسيقي المصور لأغنية "Bang Bang" ما يفوق المليار والمائة مليون مشاهدة. كتبت مجلة رولينغ ستون عن الألبوم قائلة: "ماي إيفريثينغ هو حيث نرى نجمة نكلوديون الناشئة ذات الواحد والعشرون عامًا تكبر". كما علقت مجلة بيلبورد قائلةً أن ألبوم "My Everything" لم يكن مناسبًا للأطفال على عكس أعمال آريانا السابقة:
| أريانا غراندي | أضافت أريانا المزيد من الأصوات إلى تجاربها الفنية مع إبقاء أهم سلاح لها، نطاقها الصوتي المتميز، كأساس ثابت لها. ... My Everything هو مشروع أقل قوةً من Yours Truly، على الرغم أن أقوى أجزائه غطت على نجاح آريانا الأول في 2013. الأغنيتان المنفردتان "Problem" و"Break Free" تظلان ألحان رقصٍ مذهلة. والأغنيتان المنفردتان المتتاليتان "One Last Time" و"Why Try" تتربعان على عرش أنواع الأنغام الخالية من العيوب المحجوزة دائماً لأكبر مغنيات البوب الرئيسيات. أما بقية أغاني الألبوم فهي من الأغاني التي تعتمد على الحظ في نجاحها. | أريانا غراندي |

في 27 سبتمبر، 2014، قامت آريانا بالأداء الغنائي ضمن الحلقة الافتتاحية للموسم الأربعين من برنامج ساترداي نايت لايف التابع لهيئة الإذاعة الوطنية الأمريكية مع كريس برات كمقدم للحلقة. بعدها بثلاث أيام، وصلت أغنية آريانا المنفردة الثالثة "Love Me Harder" من نفس الألبوم، والتي استضافت غنائا من قبل المغني الكندي ذا ويكند، للمرتبة السابعة ضمن تصنيف بيلبورد هوت 100 لأول مرة. في نوفمبر 2014، قامت آريانا بالغناء مع ماجور لايزر "All My Love"، والتي صدرت كرابع أغنية منفردة من الألبوم الموسيقي التابع لفيلم ذا هانغر غايمز: الطائر المقلد - الجزء الأول. في نفس الشهر، قامت آريانا بإصدار أغنية منفردة جديدة لعيد الميلاد بعنوان "Santa Tell Me"، والتي بقت متصدرة في أعلى عشر مراتب ضمن تصنيف بيلبورد هوت 100 لأربع وثلاثين أسبوعًا متعاقبًا في 2014. وصلت أغاني آريانا المنفردة لأفضل عشر أغاني عدد مرات أكثر من أي مغنٍ أخر ذلك العام. أصدرت آريانا لاحقًا أغنية منفردة خامسة من الألبوم بعنوان "One Last Time" والتي وصلت للمركز الثالث عشر ضمن تصنيف بيلبورد هوت 100. بحلول أبريل 2015، بيع من الألبوم أكثر من 600 ألف نسخة بالولايات المتحدة. وتم تصنيفه كبلاتيني مضاعف من قبل رابطة صناعة التسجيلات الأمريكية.
في بدايات 2015، شرعت أريانا في حفلاتها الموسيقية المتعلقة بألبوم My Everything تحت عنوان The Honeymoon Tour، بعروض في أمريكا الشمالية، وأوروبا، وآسيا وجنوب أفريقيا. ونتيجة للنجاح الذي حظت بها الحفلات في بادئها، تمت إضافة حفلات أضافية للجدول. إنتهت الحفلات في أكتوبر 2015 بإجمالي 90 حفلة. جنت الجولة بأكملها ما يعادل 40 مليون دولارًا أمريكيا وباعت أكثر من 800 ألف تذكرة. المراجعات حول الحفلات شيدت بنطاق آريانا الصوتي وقدرتها على نقل مشاعرها في الأغاني لكن وجدوا عدد الحفلات الموسيقية زائدًا عن الحاجة. قامت آريانا بالغناء مع كاشمير كات في أغنيتها "Adore" والتي أصدرت في أثناء حفلاتها ضمن The Honeymoon Tour; وجائت مراجعة لها من قبل USA Today تقول:
| أريانا غراندي | صوت أريانا وقوته المتصاعدة لم تكن قط أفضل من صوتها على أغنية الرذم أند بلوز هذه | أريانا غراندي |

أيضًا في 2015، استضيفت آريانا للتمثيل بعدة حلقات من مسلسل فوكس التلفزيوني من نوع كوميديا الرعب تحت عنوان "Scream Queens" بدور تشانل#2. أشتركت آريانا أيضًا بحلقة من حلقات برنامج فوكس التلفزيوني "Knock Knock Live"، ولكن البرنامج ألغي قبل عرض حلقتها.

### 2017
في 22 مايو، مع حلول الساعة (10:33) بتوقيت بريطانيا شهد حفل آريانا غراندي بمانشستر أرينا هجومًا إرهابيًا انتحاريًا، مما أدى إلى وفاة 23 قتيلا و60 جريحا، وجاء هذا الهجوم بعد انتهاء حفل المغنية الأمريكية آريانا بدقيقة واحدة، إلا أنها لم تصب بأذى. وبتغريدة لها على مواقع التواصل الاحتماعي، تأسفت عن الأمر وأدانت هذا الفعل بشدة. في يونيو 2017 تجاوزت أغاني آريانا المصورة 8 مليارات مشاهدة على الإنترنت وذلك بعد حادثة التفجير المأساوي في مانشستر أرينا والحفل الخيري الذي أقامته للتبرع لضحايا الحادثة. وفي 31 ديسمبر، 2017، قامت آريانا بنشر مقطوعة موسيقية لهمهمة من إحدى أغاني ألبومها الموسيقى الرابع. وفي 9 فبراير 2018، أكملت أغنية آريانا "Best Mistake" من ألبومها الثاني "My Everything" عدد مرات استماع إجمالية قدرت بمائة مليون استماع على منصة سبوتيفاي، لتصبح آريانا المغنية الأولى بألبومان، كل ألبوم يحتوى على ست أغاني على الأقل بأكثر من مائة مليون استماع على نفس المنصة. في 21 فبراير، 2018، أعلنت آريانا انسحابها من الأداء ضمن فعاليات حفل مانشستر لتسليم جوائز بريت للعام 2018، حيث منعها الأطباء من السفر لكونها مريضة جدًا لفعل ذلك. وفي 23 فبراير، أعلن تروي سيفان في برنامج من استضافة نيك جارمشو عن غنائه أغنية مشتركة مع آريانا جراندي ضمن ألبومها الموسيقي الجديد واصفا آريانا بكونها «ملكة البوب» في نظره. وفي 26 فبراير، حصل ألبوم آريانا "My Everything" على تصنيفٍ بلاتيني من قبل رابطة صناعة التسجيلات الأمريكية، لتصبح خامس امرأة بالولايات المتحدة من حيث عدد الجوائز.

### 2018
بعد غياب طال 6 شهور، اريانا ادت اغنيتها من البومها الثالث " Be Alright " في مسيرة #MarchForOurLives في واشنطن دعماً لإنهاء عنف السلاح، في العشرين من أبريل، اصدرت اريانا الاغنيه الرئيسيه لألبومها الرابع بعنوان " No Tears Left To Cry " مع الميوزك فيديو، أصبح رقم #1 في قائمه اغاني الايتونز في 42 دوله منذ صدوره بالاضافه إلى وصوله إلى أكثر من 14 مليون مشاهده باليوتيوب في يومه الأول منذ نزوله، ظهور اريانا المفاجئ في مهرجان الكوتشيلا مؤديه اغنيتها الجديده " No Tears Left To Cry ", ظهور اريانا في برنامج جيمي فالون " The Tonight Show " مؤديه اغنيتها الجديده " No Tears Left To Cry " بالاضافه إلى الإفصاح عن موعد صدور نزول البومها الرابع " Sweetener "، كما انها فاجأت بعض المعجبين في البرنامج، حضور اريانا لـ #MetGala لأول مره ! زينت اريانا السجادة الحمراء بارتدائها فستان مخصص من فيرا وانق مستوحى من لوحه " The last jugment "، كما ان الفستان كان تلميحاً للميوزك الفيديو القادم، افتتاح اريانا لحفل #BBMAs بادائها لاغنيه " No Tears Left To Cry ", قامت اريانا بالاداء في وانقو تانقو حيث قامت بأداء بعض أكبر اغانيها وكانت منها أغنية " No Tears Left To Cry " كما انها ادت أغنية " the light is coming " بالتعاون مع نيكي ميناج لأول مره، في العشرين من يونيو، اصدرت اريانا أغنية " The light is coming " بالتعاون مع نيكي ميناج من البومها الرابع كأغنيه ترويجيه، في العشرين من يونيو، اصدرت اريانا أغنية " The light is coming " بالتعاون مع نيكي ميناج من البومها الرابع كأغنيه ترويجيه، في الثالث عشر من يوليو، اصدرت اريانا الميوزك فيديو الثاني لألبومها الرابع "God is a woman ", في السابع عشر من أغسطس، ظهرت اريانا للمره الثانية في برنامج " The Tonight Show " مع جيمي فالون وافتتحت اريانا البرنامج بتكريم مؤثر جدًا لأريثا فرانكلن بسبب وفاتها، في الثامن عشر من أغسطس اصدرت اريانا البومها الرابع " Sweetener " احتل الالبوم في المركز الأول في 107 دولة في الايتونز العالمي، حصل على أكثر من 36 مليون استماعاً حول العالم و 15.1 مليون استماعاً في ألولايات المتحدة على Spotify في أول يوم من صدوره كما انه فاز بجائزة قرامي، في الواحد والعشرين من أغسطس، تواجدت اريانا في حفل الـ #VMAs, بالاضافه إلى ادائها الأول لأغنيه " God is a woman "، كما انها لم تغادر الحفل الا وقد فازت بجائزه أفضل أغنية بوب، اريانا تعاونت مع سبوتيفاي باقامه حدث / معرض يعرض فيه عن معنى كل أغنية من البومها الرابع " Sweetener ", ادت اريانا أغنية "  The wizard and i " في حفل الذكرى السنويه لـ #Wicked15, في السابع من نوفمبر، كانت اريانا ضيفه في برنامج " Ellen Show " وادت أغنية " Thank u, next " لأول مره بالاضافه إلى غنائها لاغنيه " Breathin ", في السابع من نوفمبر اصدرت اريانا ميوزك فيديو breathin " كسنقل ثالث لألبوم " Sweetener ", في الثلاثين من نوفمبر أصدرت اريانا ميوزك فيديو " Thank u, next " الذي يضم المغني تروي سيفان والمغنية غابي ديمارتينو واليوتيوبر كولين بالينجر والعديد من المغنيين ونجوم اليوتيوب، كسر الرقم القياسي لـ VEVO ليصبح اسرع ميوزك فيديو يصل إلى 100 مليون مشاهدة ! الميوزك فيديو حقق هذا الإنجاز في 81 ساعه و 30 دقيقه فقط، بالإضافة إلى وصول الميوزك فيديو إلى أكثر من 6 ملايين لايك في اليوتيوب، في السابع من ديسمبر اريانا ترشحت لجائزتين قرامي أفضل اداء بوب فردي كان لصالح أغنية " God is a woman " وأفضل البوم بوب لصالح البوم " Sweetener " وفوز البوم " Sweetener " بالجائزة، في السادس من ديسمبر حضرت اريانا حفل جوائز #WomenInMusic ليتم تكريمها بجائزه امرأة السنه من قِبل بيلبورد كما انها ادت " Thank u, next ", في الرابع عشر من ديسمبر اصدرت اريانا اغنيتها الثانية من البومها الخامس " Imagine ", في العشرين من ديسمبر ظهرت اريانا في برنامج ⁦#TonightShow⁩ مع جيمي فالون، وادت أغنيتها الجديدة "imagine"

## اهتماماتها الخاصة

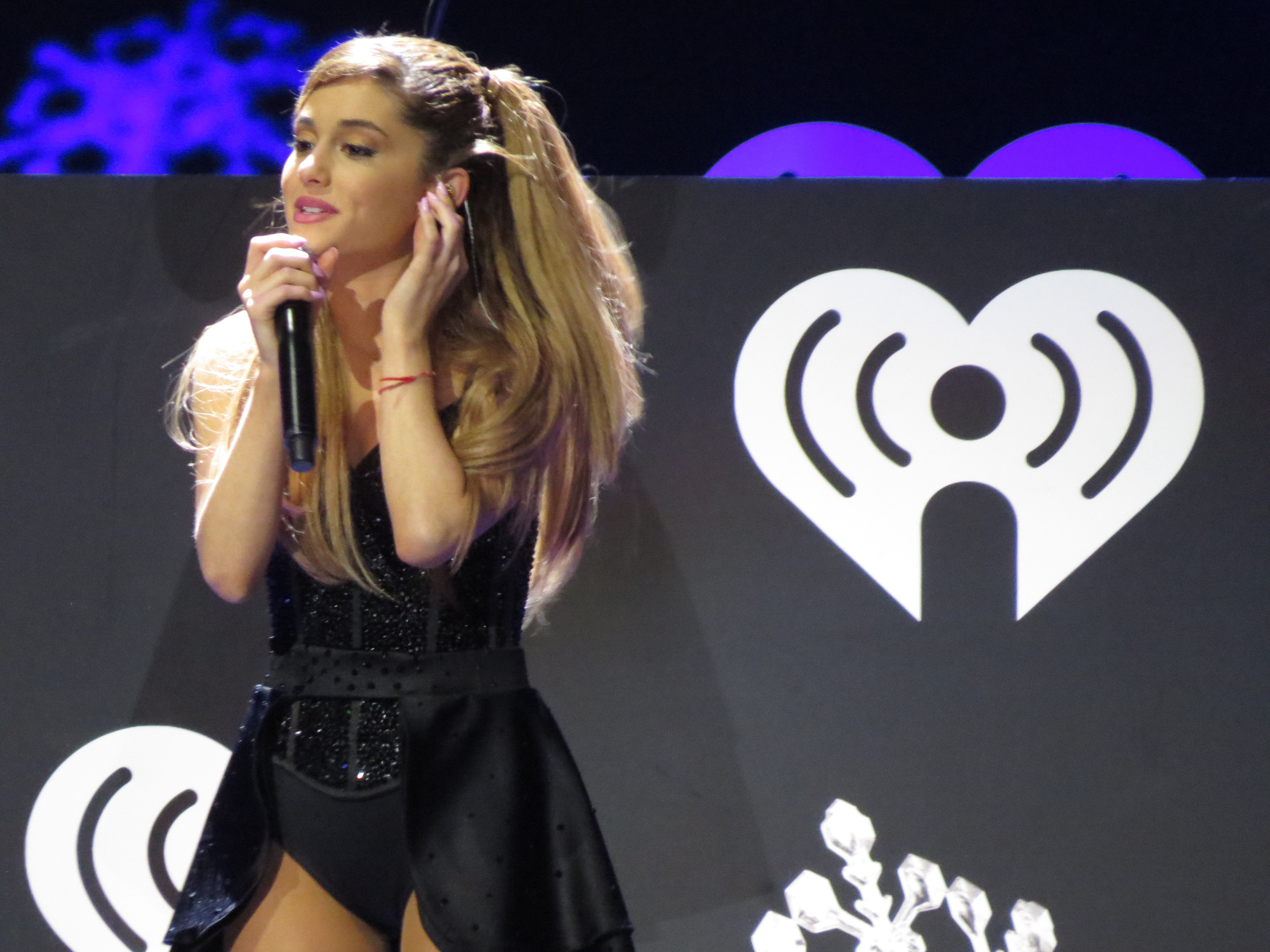
آريانا تحيي حفل Listening Sessions

### حياتها الخاصة
من عام 2008 إلى ديسمبر 2011، بدأت آريانا غراندي في مواعدة المغني غراهام فيليبس وهو عضو في فرقة "13" الموسيقية. من أغسطس 2012 إلى يوليو 2013، بدأت آريانا غراندي في مواعدة دي.جاي بروكس وهو عضو في مجموعة يوتيوب الأسترالية ذا جانوسكيانز. وفي سبتمبر عام 2013 بدأت آريانا غراندي في مواعدة ناثان سايكس وهو عضو في الفرقة الغنائية الإنجليزية ذا وونتيد. وفي يناير عام 2014 أكدت وسائل الإعلام الاجتماعية بانتهاء العلاقة بينهما. غراندي نباتية ولاتحب أكل اللحوم ، ولديها ثلاثة كلاب. وهي من الرومانية الكاثوليكية؛ وتخلت عن المسيحية بعد تنصيب البابا بندكت السادس عشر، وأرجعت ذلك إلى موقف الكنيسة المعارض للمثلية الجنسية، مشيرة إلى أن أخاها غير الشقيق فرانكي مثلي الجنس، وقالت غراندي: 
| أريانا غراندي | لقد فقدت إيماني عندما قرر البابا ليقول لي: أن تحبي كل شيء في هذه الحياة. وأنتي في الحاجة إلى شيء آخر تؤمنين به. | أريانا غراندي |

وثم بدأت غراندي تأخذ دروساً في قبالة، وتعتقد غراندي؛ «أن الأساس يكمن في فكرة أنه إذا كنت لطيف مع الآخرين، فإن الأشياء الجيدة سوف تحدث لك بالمقابل».

### أنشطة أخرى
في العاشرة من عمرها، شاركت غراندي في «مؤسسة جنوب فلوريدا للأطفال»، وتقوم هذه المؤسسة بمساعدة مجموعة من الشباب الذين يهتمون بالغناء، وتقوم أيضاً بجمع الأموال الخيرية، الذي بلغت قيمتها أكثر من (500,000 $) وثم تم توزيعها للجمعيات الخيرية في عام 2007. وفي خريف عام 2009، استُضيفت غراندي في «منظمة برودواي الخيرية» في جنوب أفريقيا، فقد قامت غراندي بتعليمهم الموسيقى والرقص للأطفال في غوغوليثو في جنوب أفريقيا بجانب شقيقها فرانكي. وأيضاً شاركت في حملة شركة مناديل كلينيكس «الوقاية من العطاس». بعد مشاهدتها لفيلم الوثائقي الحوت الأسود، وقد حثت المشجعين على التوقف عن دعم سلسلة عالم البحار.

## السيرة الفنية
| السنة       | العمل                     | بالإنجليزية                  | الدور                                  | ملاحظات                                     |
| ----------- | ------------------------- | ---------------------------- | -------------------------------------- | ------------------------------------------- |
| 2009        | البطارية المنخفضة         | The Battery's Down           | بات ميتسفاه ريفر                       | حلقة: "Bad Bad News"                        |
| 2010 - 2013 | فيكتوريوس                 | Victorious                   | كات فالنتاين                           | دور متكرر (56 حلقة)                         |
| 2011        | آي كارلي                  | iCarly                       | كات فالنتاين                           | حلقة: "iParty With Victorious"              |
| 2011        | سنو فلايك: ذا وايت غوريلا | Snowflake, The White Gorilla | سنوفلايك (صوت)                         | الدبلجة الإنجليزية                          |
| 2011        | نادي وينكس                | Winx Club                    | الأميرة دياسبرو (صوت)                  | دور متكرر (الحلقات الخاصة، الموسم 3 و5)     |
| 2013        | سويندل                    | Swindle                      | أماندا بنسون                           | فيلم نكلوديون أصلي، الصوت العربي: لوما صبري |
| 2013        | سام وكات                  | Sam & Cat                    | كات فالنتاين                           | دور رئيسي مشترك (35 حلقة)                   |
| 2014        | فاميلي غاي                | Family Guy                   | الابنة الإيطالية (صوت)                 | حلقة: "Mom's The Word"                      |
| 2014        | ساترداي نايت لايف         | Saturday Night Live          | نفسها/ضيفة غنائية                      | حلقة: "كريس برات/آريانا غراندي"             |
| 2015        | روبولز دراج رايس          | RuPaul's Drag Race           | نفسها/ضيفة تحكيمية                     | حلقة: "Ru Hollywood Stories"                |
| 2015        | نك نك لايف                | Knock Knock Live             | نفسها                                  | لم تذع الحلقة                               |
| 2015        | ملكات الصراخ              | Scream Queens                | سونيا هيرفمان/تشانل #2                 | دور متكرر، الموسم الأول (4 حلقات)           |
| 2016        | ساترداي نايت لايف         | Saturday Night Live          | مقدمة الحلقة/ضيفة موسيقية              | حلقة "آريانا غراندي"                        |
| 2016        | أندر دوجز                 | Underdogs                    | لورا (صوت)                             | الدبلجة الإنجليزية; إصدار عرض منزلي         |
| 2016        | زولاندر 2                 | Zoolander 2                  | الفتاة بزي البونداج                    | ظهور بالخلفية                               |
| 2016        | ذا فويس                   | The Voice                    | مغنية - غناء مشترك مع كريستينا أغيليرا | تاريخ العرض: 26 مايو، 2016 (الموسم العاشر)  |
| 2016        | هايرسبراي لايف!           | !Hairspray Live              | بيني بينغلتون                          | تاريخ العرض: 13 ديسمبر، 2016                |
| 2016        | ذا فويس                   | The Voice                    | مغنية - غناء مشترك مع ستيف وندر        | تاريخ العرض: 13 ديسمبر، 2016                |
| 2017        | ون لاف مانشستر            | One Love Manchester          | منظمة ومغنية                           | حلقة خاصة                                   |
| 2017        | كاربول كاريوكي            | Carpool Karaoke: The Series  | نفسها                                  | حلقة: "سيث مك-فارلاين وآريانا غراندي"       |

| السنة | العنوان                     | بالإنجليزية            | الدور    |
| ----- | --------------------------- | ---------------------- | -------- |
| 2008  | المسرحية الغنائية ثلاثة عشر | 13                     | شارلوت   |
| 2012  | مسرحية كوبا ليبر            | Cuba Libre             | ميريام   |
| 2012  | مسرحية عيد ميلاد سنو وايت   | A Snow White Christmas | سنو وايت |

## ديسكوغرافيا

### الألبومات
- 2013 - يورز ترولي (بالإنجليزية: Yours Truly): آر أند بي معاصر، بوب، سول
- 2014 - ماي ايفريثنغ (بالإنجليزية: My Everything)
- 2016 - دينجروس وومان (بالإنجليزية: Dangerous Woman)
- 2018 - سويتنر (ألبوم) (بالإنجليزية: Sweetener (album))
- 2019 - ثانك يو، نيكست (بالإنجليزية: Thank U, Next)

### أغاني اشتركت بها
- 2012 - (Popular Song): مع (ميكا)
- 2013 - (The Way): مع (ماك ميلر)
- 2013 - (Right There): مع (بيغ شون)
- 2014 - (Love Me Harder): مع (ذا ويكند)
- 2016 - (Side to Side): مع (نيكي ميناج)
- 2016 - (My Favorite Part): (ماك ميلر)
- 2018 - (The Light Is Coming): مع (نيكي ميناج)
- 2019-(Earth): مع (العديد من مغني البوب)
- 2019-(Rule the world): مع (2 Chainz)
- 2019-(Monopoly): مع (Victoria Monét)

## الحفلات
- 2013 - (The Listening Sessions)
- 2013 - (حفلة صدِّق): مع (جستن بيبر) في حفلته.
- 2014 - (Jingle Bells Tour): مع (جيسي جي) في حفلته
- 2015 - (The Honeymoon Tour)
- 2017 - (Dangerous Woman Tour) [176]
- 2018 - (the sweetener sessions) [177]
- 2019 - (Sweetener world Tour) [178]

## الجوائز والترشيحات
| السنة | الجائزة                               | النتيجة     |
| ----- | ------------------------------------- | ----------- |
| 2008  | "جوائز جمعية المسرح الوطني للشباب"    | فوز         |
| 2010  | "جائزة مراهقين هوليوود للتلفزيون"     | رُشِّح         |
| 2012  | "جائزة مراهقين هوليوود للتلفزيون"     | فوز         |
| 2013  | "جائزة اللوحة الإعلانية"              | فوز         |
| 2013  | "جائزة اختيار المراهقين"              | رُشِّح         |
| 2013  | "جائزة اختيار المراهقين"              | رُشِّح         |
| 2013  | "جائزة اختيار المراهقين"              | رُشِّح         |
| 2013  | "جائزة اختيار المراهقين"              | رُشِّح         |
| 2013  | "جوائز الموسيقى الأوروبية MTV"        | رُشِّح         |
| 2013  | "جائزة الموسيقى الأمريكية"            | فوز         |
| 2013  | "جائزة اختيار الأغاني"                | فوز         |
| 2013  | "جائزة اللوحة الإعلانية"              | رُشِّح         |
| 2013  | "جائزة اللوحة الإعلانية"              | رُشِّح         |
| 2013  | "جائزة اللوحة الإعلانية"              | فوز         |
| 2013  | "جوائز كبريش"                         | فوز         |
| 2013  | "جوائز كبريش"                         | فوز         |
| 2014  | "جوائز بيبول تشويس"                   | فوز         |
| 2014  | "جوائز NAACP Image"                   | رُشِّح         |
| 2014  | "جوائز الموسيقى العالمية"             | في الانتظار |
| 2014  | "جوائز الموسيقى العالمية"             | في الانتظار |
| 2014  | "جوائز الموسيقى العالمية"             | في الانتظار |
| 2014  | "جوائز الموسيقى العالمية"             | في الانتظار |
| 2014  | "جوائز الموسيقى العالمية"             | في الانتظار |
| 2014  | "جائزة اختيار الأطفال نكلوديون"       | فوز         |
| 2014  | "جائزة اختيار الأطفال نكلوديون"       | فوز         |
| 2014  | "جائزة اختيار الأطفال نكلوديون"       | رُشِّح         |
| 2014  | "جائزة اختيار الأطفال نكلوديون"       | رُشِّح         |
| 2014  | "جائزة اختيار الأطفال نكلوديون"       | فوز         |
| 2014  | "جائزة راديو ديزني"                   | رُشِّح         |
| 2014  | "جائزة راديو ديزني"                   | فوز         |
| 2014  | "جائزة راديو ديزني"                   | رُشِّح         |
| 2014  | "جوائز الاغاني المصورة MTV (اليابان)" | في الانتظار |
| 2014  | "جوائز بيلبورد الموسيقية"             | رُشِّح         |
| 2014  | "جوائز iHeart Radio Music"            | رُشِّح         |
| 2014  | "جوائز iHeart Radio Music"            | فوز         |
| 2014  | "جوائز جمعية رجال الأعمال للموسيقى"   | فوز         |
| 2014  | "جوائز بي إي تي"                      | في الانتظار |
| 2018  | "جائزة امرأة العام"                   | فوز         |

## وصلات خارجية
- أريانا غراندي على موقع IMDb (الإنجليزية)
- أريانا غراندي على موقع ميتاكريتيك (الإنجليزية)
- أريانا غراندي على موقع الموسوعة البريطانية (الإنجليزية)
- أريانا غراندي على موقع روتن توميتوز (الإنجليزية)
- أريانا غراندي على موقع مونزينجر (الألمانية)
- أريانا غراندي على موقع قاعدة بيانات الأفلام العربية
- أريانا غراندي على موقع ألو سيني (الفرنسية)
- أريانا غراندي على موقع ميوزك برينز (الإنجليزية)
- أريانا غراندي على موقع رولينغ ستون (الإنجليزية)
- أريانا غراندي على موقع تيرنر كلاسيك موفيز (الإنجليزية)
- الموقع الرسمي
- آريانا غراندي على موقع تي في.كوم
- آريانا غراندي على موقع TV Guide